# Нират
Нират (тайск.: นิราศ) — литературный жанр, появившийся в Аютии в XVII веке. Нират в переводе с санскрита означает «разлука». Как правило, нират — это описание путешествия или паломничества. Нират является специфическим жанром сиамской поэзии, поскольку имеет некоторые черты, сближающие его с такими жанрами, как путешествие и элегия. Особенности этих двух жанров сочетаются в нирате, что позволяет говорить о появлении оригинального направления тайской литературы.
В XVII веке в Королевстве Аютия активно развивалась придворная поэзия, чему способствовали сами монархи. Создавались новые стихотворные размеры и поэтические жанры, развивались классические формы эпоса. В этот период появился и приобрёл особую популярность новый жанр тайской поэзии нират. Как правило, стихотворения, написанные в жанре нират, выражают печаль или скорбь при расставании с родными, с возлюбленными, с домом. В начале своего произведения автор рассказывает читателю о своих чувствах: о грусти, тоске, невероятном желании вернуться к родным или увидеть любимую. Во второй части стихотворения автор описывает своё путешествие, рассказывает о впечатлениях от поездки. 
Поэма «Камсуан» — самое первое стихотворение, написанное в жанре нират тайским поэтом Сипратом. В поэме автор рассказывает о событиях из собственной жизни. Поэт был влюблён в любимую наложницу короля Аютии и по этой причине был отправлен в ссылку в город Накхонситхаммарат. Сипрат рассказывает читателю о своих чувствах к любимой и о том, как тяжело ему даётся разлука, а также о своём тяжелом пути в Накхонситхаммарат. 
```
Одной из известных поэм, написанных в жанре нират, является поэма «Нират Куантун» (позднее была переименована в «Нират Пхрайя Маханукап пай мыанг Тин») известного тайского поэта XVIII века Пхрайя Маханукапа. В своей поэме автор в стихотворной форме описывает своё путешествие в 
Китай
 в 1781 году, куда он отправился в качестве члена тайского посольства. Стоит отметить, что автор в большей степени увлечён описанием самой поездки, чем рассказами о разлуке с родными и тоске по дому (которые также являются отличительными чертами жанра нират)
[
1
]
.
```

В жанре нират писали такие тайские поэты, как Прай Транг, Сунтон Пу, принц Мома Рачотай («Нират Лондон»), Сипратом.
Наиболее известным произведением в жанре нират является «Нират Харипунчай» («На пути в Харипунчай»), написанный неизвестным автором. Автор описывает своё паломничество из Чиангмая(город на севере Сиама) в Харипунчай (ныне город Лампун), рассказывает о жителях Чиангмая, о впечатления на пути к святыне и о молении в Харипунчае. 